# Motnje avtističnega spektra
Motnje avtističnega spektra so večini ljudi sicer splošno znane kot avtizem. V resnici gre za skupino petih motenj. To so klasični avtizem, Aspergerjev sindrom, nespecifična pervazivna razvojna motnja, Rettov sindrom in otroška dezintegrativna motnja.